# Gaspard Van den Bussche
Pour les articles homonymes, voir Van den Bussche.
Gaspard Van den Bussche, né le 1er juillet 1880 à Dunkerque et mort le 19 décembre 1961 à Armentières, est un historien, journaliste et essayiste français qui écrivit sous le nom de plume de Jan des Dunes. 
Il fut l'un des précurseurs du régionalisme aux Pays-Bas français, la Flandre.

## Biographie
Il est le fondateur de la revue Le Beffroi de Flandre.

## Publication
- Une église martyre de Flandre française : Saint-Éloi de Dunkerque : 1558-1940